# Ernst Weichel
Ernst Weichel (* 24. Juni 1922 in Heiningen; † 19. Dezember 1993 in Göppingen) war Mitbegründer der Fördergemeinschaft organisch-biologischer Landbau e.V. sowie Förderer und Beiratsmitglied der Stiftung Ökologie und Landbau. Der Sitz von Bioland befand sich lange Jahre in Büroräumen der Firma Ernst Weichel in Heiningen. Außerdem ist er der Erfinder des Ladewagens.

## Leben
Ernst Weichel ist auf dem stillgelegten Bauernhof seiner Eltern aufgewachsen und war ab seinem sechsten Lebensjahr Vollwaise. Nach Abitur und 5 Jahren Kriegsdienst übernahm er den elterlichen Hof (16 ha).
Dabei setzte er von Anfang an auf neue Ideen. Hervorragendes Beispiel dafür ist die Lösung des "Ladeproblems", das für Klein- und Mittelbetriebe in der Landwirtschaft wirtschaftlich sehr bedeutend war. 1960 gelang nämlich die Entwicklung des ersten Ladewagens der Welt.
1970 stellte Ernst Weichel, beeinflusst durch die Lektüre des Buches "Bodenfruchtbarkeit eine Studie biologischen Denkens" von Hans Peter Rusch, die Verwendung von Kunstdünger ein. Durch Zukauf des Iltishofes bei Göppingen hatte sich sein landwirtschaftlicher Betrieb auf etwa 100 ha vergrößert.
Danach trat Weichel als Verfasser vieler offener Briefe, Denkschriften und Sonderdrucke hervor. Eine Sonderanlage der Unabhängigen Korrespondenz des Vereins für Agrarwirtschaft trägt den Titel: Die Bedeutung agrarpolitischer Alternativen für die künftige Wirtschaftspolitik. Er fordert dort schon 1976: „Jeder Bauer, Arbeiter, Unternehmer oder Verbraucher ist deshalb für die Erhaltung des ihm anvertrauten Teiles der Existenzgrundlagen unserer Gesellschaft mitverantwortlich. Es bleibt uns daher gar nichts anderes übrig, als so deutlich wie möglich und so lange wie nötig darauf hinzuweisen, daß und wie sehr diese Grundlagen bereits gefährdet sind.“ und zitiert dann Justus von Liebig: „Der Boden ist die Quelle aller Güter und Werte“.
In einer anderen Denkschrift wird er noch konkreter und gibt ihr den Titel: Ist die Krise der Landwirtschaft auch eine Krise der Bodenbewirtschaftung?. Dort formuliert er folgende Grundsätze für die Bodenbearbeitung (Zitat):
1. In einer Welt, die vom Raubbau an endlichen Vorräten fossiler Energie und Rohstoffen lebt, kann die Aufgabe der Landwirtschaft nur darin bestehen, daß auf jedem Feld ein möglichst hoher Prozentsatz der eingestrahlten Sonnenenergie in verwertbare Biomasse (Nahrungsmittel, Rohstoffe und Energie) umgewandelt wird.
2. Die eigentliche Agrarproduktion wird nicht von Menschen oder Maschinen geleistet, sondern von dem durch die Sonnenenergie "betriebenen" Produktionssystem "Boden + Bodenleben + Pflanzen".
3. Deshalb ist die Belebung des Bodens das wichtigste Ziel der Bodenbearbeitung, also mindestens ebenso wichtig wie der Nährstoffgehalt, die Bodenart, das Porenvolumen, die Krümelgröße, die Wurzelraumtiefe usw.
4. Jeder Acker sollte daher möglichst ununterbrochen entweder von Pflanzen, oder von einer Mulchschicht, oder von einer flachen Krümelschicht bedeckt sein. Er darf also nie grobschollig und unbedeckt liegen gelassen werden!
5. Deshalb ist die Ausnutzung aller Möglichkeiten zum Anbau von Zwischenfrüchten und Gründüngung unverzichtbarer Bestandteil der Bodenbearbeitung.

Es ist bekannt, dass Ernst Weichel es auch hier nicht bei der Aufstellung von Grundsätzen belassen hat, sondern jahrelang an der Entwicklung eines Bodenbearbeitungssystems und anderer technischer Problemlösungen gearbeitet hat, mit dem Ziel, diese Grundsätze zu verwirklichen.
Hauptansatz war die Entwicklung von Geräten zur nichtwendenden Bodenbearbeitung. Außerdem lagen ihm eine Reihe von Weiterentwicklungen sehr am Herzen: Reihenhackfräse, Breitstreuaggregat zum Miststreuer, Abflammgerät, Rüttelgrubber und Porter (Beetbestellung).
Die Grundgeräte seines Bodenbearbeitungskonzepts sind der, von ihm so genannte, Schichtengrubber und dessen Kombination mit der Rotoregge. Höhepunkt dieser Entwicklung war zweifellos der Rotorgrubber, mit dem es erstmals gelang, den Boden aufzubrechen, anzuheben und die Erdschollen im angehobenen Zustand mit Hilfe der Zinken des Rotors zu zerkleinern, ohne dass die Zinken den Bearbeitungshorizont auch nur berühren, geschweige denn verdichten. Hier hat auch die Wissenschaft sofort zugestimmt. Prof. Dr. W. Söhne, Technische Universität München, z. B. hat dies aus seiner Sicht so formuliert: „Weichel hat erkannt, daß der Rotorwiderstand stark reduziert wird, wenn der Boden vom Grubber aufgebrochen und angehoben, sich sozusagen noch im Fluge befindet.“.
Ein weiterer Höhepunkt war zusätzlich das Aufsatteln einer Sämaschine auf den Rotorgrubber samt Einsatz neu entwickelter Säschare (Frässaatgrubber) und damit die Realisierung einer schon 1980 erfolgten Patentanmeldung.
Im August 1985 wurde die Fortführung dieser Entwicklungsarbeiten durch einen Autounfall von Ernst Weichel jäh beendet. Die erlittenen Verletzungen haben bis zu seinem Tod im Jahre 1993 eine Fortsetzung der Entwicklungstätigkeit verhindert.

## Auszeichnungen
- 1968 Staatsmedaille in Gold
- Max-Eyth-Gedenkmünze
- 1985 Bruno-H.-Schubert-Preis
- 2003 Benennung der Heininger Grund- und Hauptschule zur Ernst-Weichel-Schule